# Digitaler Retrofit
Der digitale Retrofit ist ein Konzept, wonach alte Maschinen und Anlagen in moderne IT-Systeme eingebunden werden. Dadurch wird ein modernes Condition Monitoring und damit perspektivisch vorbeugende Instandhaltung (predictive maintenance) ermöglicht. Der digitale Retrofit stellt eine Sonderform des Retrofits (englisch für umrüsten, nachrüsten; siehe auch Refurbishment) im Kontext von Industrie 4.0 und Internet der Dinge (IoT) dar.

## Idee
Industrie 4.0 und IIoT (industrial internet of things) beschreiben zukünftige Visionen der modernen Produktion. Viele Maschinen und Anlagen haben aber Lebenszeiten von vielen Jahrzehnten. Der digitale Retrofit beschreibt eine Erweiterung des klassischen Retrofits, wie alte Bestandsmaschinen nachträglich vernetzt und digitalisiert werden können. Im Rahmen der digitalen Strategie und der Plattform Industrie 4.0 der Bundesregierung wurde bereits die sogenannte duale Strategie formuliert: Unternehmen sollten intern die Möglichkeiten der Industrie 4.0 nutzen und gleichzeitig über neue Produkte und Dienstleistungen nachdenken.

## Nutzen
- Verlängerung der Lebenszeit der Maschinen und Anlagen
- Verbesserung der Produktqualität
- Verbesserung der Produktionsleistung
- Senkung der Produktionskosten
- Senkung der Stillstandszeiten
- Umweltschutz durch Verlängerung der Maschinenlebenszeit

## Vorgehen
1. Vernetzung der Maschine
2. Gegebenenfalls Nachrüstung von benötigter Sensorik
3. Datenerhebung (Sammeln von Sensordaten)
4. Datenauswertung (Analytics)
5. Ableitung von Maßnahmen

## Hardware
Häufig wird für den digitalen Retrofit zusätzliche Hardware benötigt. Dies liegt zumeist darin begründet, dass die existierenden und verbauten SPS Steuerungen nicht verändert werden sollen oder dürfen. In diesen Fällen werden oft sogenannte IoT Gateways nachgerüstet: häufig Linux basierte embedded Computer, die es erlauben auf einfache Weise mit der Maschine zu kommunizieren. Beispiele:
- Einplatinen-Computer (z. B. Raspberry Pi, Beagle Bone Black)
- Siemens IoT 2020[3]
- HARTING MICA[4]